# Trésor des Chartes

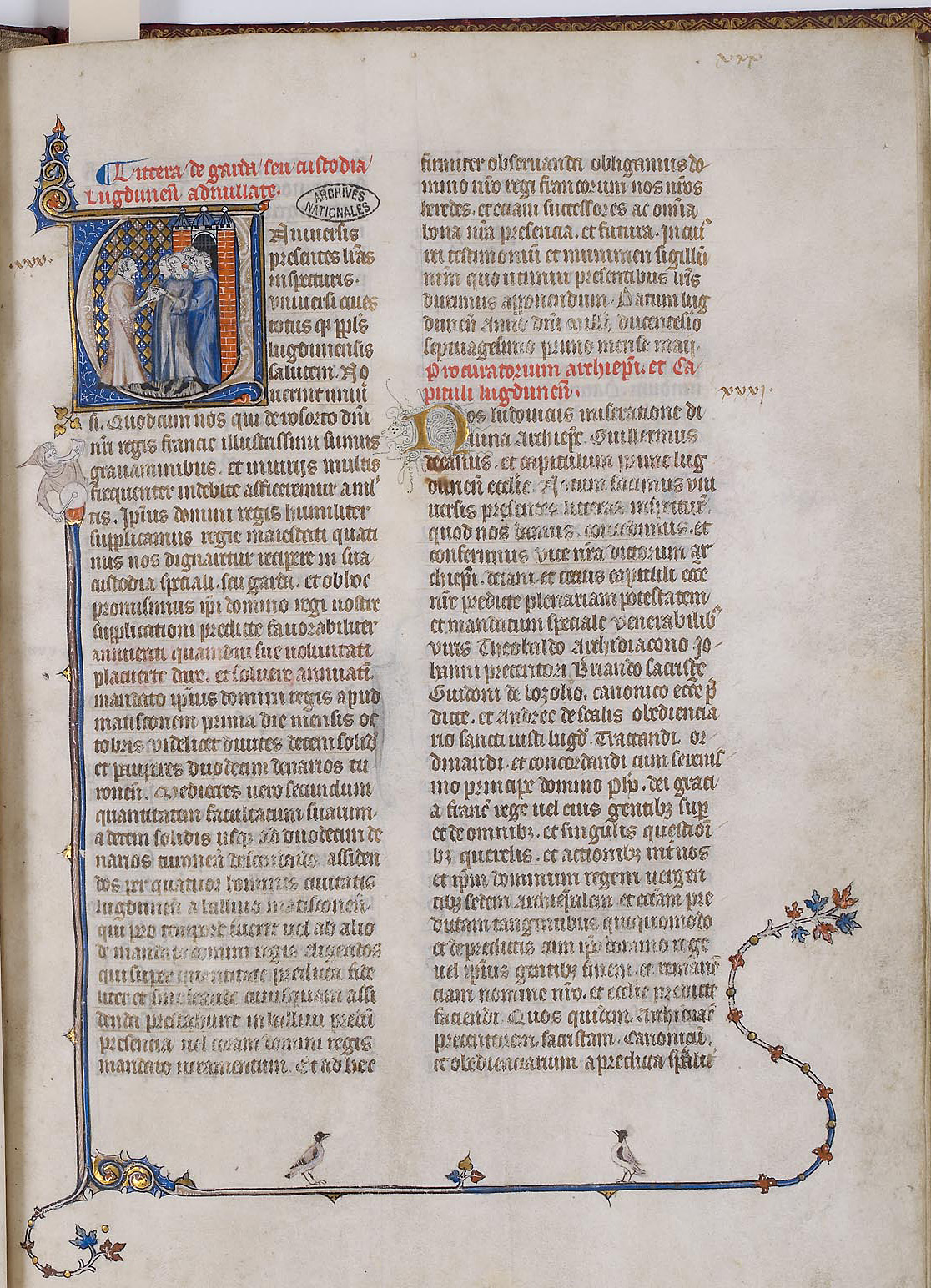
Registro del Tresor de Chartes contenente la copia dei trattati e delle negoziazioni tra Filippo il Bello e il figlio Filippo l'Ardito con l'Inghilterra.

I Trésor des Chartes (in latino Thesaurus chartarum et privilegiorum domini regis), conservati presso gli Archives nationales, costituiscono il più antico fondo archivistico della Corona di Francia. 

## Storia
La nascita del fondo archivistico è legata a un evento leggendario, avvenuto Il 5 luglio 1194: Filippo Augusto affrontò Riccardo Cuor di Leone ai margini della foresta di Fréteval, nei pressi di Vendôme. In quell'occasione, Riccardo gli inflisse una cocente sconfitta, a seguito della quale il re di Francia avrebbe perso il tesoro e gli archivi (compreso il sigillo reale) che aveva con sé, trasportandoli durante le sue campagne militari. A partire dal 1194, quindi, la monarchia francese avrebbe deciso di attribuire una collocazione stabile ai propri archivi.
Filippo Augusto sarebbe stato quindi costretto a ricostruire gli archivi e i registri degli archivi particolari della Corona reale. Nel 1204 affidò questa missione a Gauthier II di Nemours, all'epoca gran ciambellano. Dopo la morte di questi, nel 1220, il compito passò al custode dei sigilli, ossia il guardasigilli Guérin .
A partire dal 1231 i documenti furono depositati al palazzo reale.
Alla fine del regno di San Luigi gli archivi, e più tardi, verso il 1300-1302, i registri della cancelleria contenenti spesso delle carte di atti reali sigillati con cera verde, furono depositati al primo piano della sagrestia della Sainte-Chapelle del palazzo, sopra i quali, al secondo piano, vi erano i gioielli regali e le reliquie della Passione. Per questa vicinanza alle regalie, ai tesori reali, l'archivio venne denominato "tesoro". L'archivio rimase nella cappella fino all'incendio del 1776 della Casa del re. Gli archivi di Filippo il Bello e dei suoi tre figli, Luigi X, Filippo V e Carlo IV, costituiscono circa un terzo dei documenti conservati. Vennero chiamate « layettes » le cassapanche che contennero questo archivio.
Pierre Dupuy, custode della biblioteca del re e scrittore, lavorò con ardore per undici anni all'inventario del "trésor des chartes", su commissione del primo presidente del parlamento di Parigi Mathieu Molé.